# Richard Robert Ernst
Richard Robert Ernst (Winterthur, 14 de agosto de 1933 - 4 de junho de 2021) foi um químico físico suíço. Foi distinguido com o Nobel de Química em 1991, devido aos seus contributos para o desenvolvimento de uma metodologia da  espectroscopia de ressonância magnética nuclear de alta resolução. Estes desenvolvimentos permitiram avanços na área da química através do desenvolvimento da  espectroscopia de ressonância magnética nuclear (RMN) e na medicina com o desenvolvimento da  imagem por ressonância magnética.

## Carreira
Ernst foi contratado pela Varian Associates em 1963 onde desenvolveu diversos métodos, sendo o mais relevante a espectroscopia de RMN por transformada de Fourier. Em 1968, Ernst regressou ao  ETH de Zurique onde se tornou professor. Em 1970 foi promovido a professor assistente e em 1972 a professor associado. Em 1976, foi promovido a professor catedrático de  química física no  ETH de Zurique.
Liderou um grupo de investigação na área da  espectroscopia de RMN e foi diretor do laboratório de química física no ETH de Zurique. Durante a sua carreira desenvolveu o  RMN bidimensional e diversas sequência de impulsos. Este também envolvido no desenvolvimento da  imagem médica por ressonância magnética, e na determinação estrutural de biopolímeros em solução, em colaboração com o professor Kurt Wüthrich. Ernst reformou-se em 1998.

## Juventude e educação
Ernst nasceu em 1933 em Winterthur na Suíça, filho de Robert Ernst e Irma Brunner. Durante a sua infância, Erns interessou-se pela música e o violoncelo, e chegou a considerar tornar-se compositor musical. Aos 13 anos, Ernst encontrou uma caixa, do seu falecido tio, que continha produtos químicos, usados por Ernst para conduzir algumas experiências que resultaram no seu interesse na química. Matriculou-se no Instituto Federal de Tecnologia de Zurique em 1957 como "Diplomierter Ingenieur Chemiker". Ernst obteve o seu doutoramento em 1962 no mesmo instituto, após um pausa para completar o serviço militar obrigatório. A sua dissertação foi na área da  química física e da  espectroscopia de RMN.

## Prémios e distinções
Enrst foi membro da Academia das Ciências da Estônia, da Academia Nacional de Ciências dos Estados Unidos, da Royal Society (eleito em 1993), da Academia Leopoldina, da Academia de Ciências da Rússia, da Academia da Ciência e Tecnologia da Coreia e da Academia da Ciência do Bangladesh.
Recebeu o Prêmio Marcel Benoist de 1985, o Prêmio Wolf de Química de 1991, o Prêmio Louisa Gross Horwitz de 1991 e o Prêmio Nobel de Química de 1991.

## Morte
Ernst morreu em 4 de junho de 2021, aos 87 anos de idade, em Winterthur.